# 约翰·海因里希·弗里德里希·林克

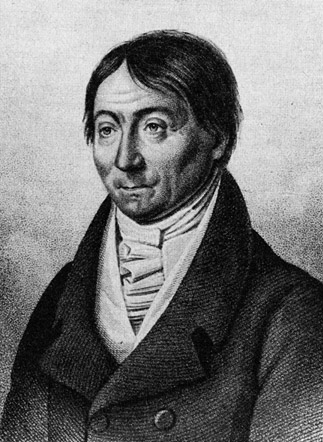
约翰·海因里希·弗里德里希·林克

约翰·海因里希·弗里德里希·林克（德語：Johann Heinrich Friedrich Link，1767年2月2日—1850年1月1日）是德国植物学家。

林克出生于希尔德斯海姆，在位于格丁根的汉诺威州立大学学习医学和自然科学，1789年获得医学士学位，毕业论文是《格丁根地区岩石层的植物》，1792年，他成为罗斯托克大学新成立的化学、动物学和植物学系的第一位教授，他相信拉瓦锡的理论，不再教学生“热素”的理论，而代之新的氧气理论，他在讲授化学时也引入了最新的化学计量学理论，1806年他创建了罗斯托克第一个化学实验室，在此期间，他写了多篇化学、物理、地理、矿物学、动物学的论文。
1797年-1799年，他去葡萄牙考察，这次旅行使他最终确定将植物学作为他的主要研究方向。1800年他被选为利奥波德德国国家科学院院士，1808年，他获得圣彼得堡科学院奖。1811年，他被聘任为弗罗茨瓦夫大学的化学和植物学教授，1815年，被聘任为柏林植物园园长和标本馆馆长，直到他去世，这一阶段是他科学成果最丰富的阶段，他将植物园扩大到包括14 000种，有许多珍稀品种，1827年他命名了金琥属（Echinocactus）、花座球属（Melocactus）等，以及真菌如虫草属（Cordyceps）、 镰刀菌属（Fusarium）、光果菌属（Leocarpus）、黏菌类（Myxomycetes）、多孢锈菌属（Phragmidium）等。
他被选为柏林科学院院士，最终在柏林逝世。

## 主要著作
- 《植物生理和解剖原理基础》Grundlehren der Anatomie und Physiologie der Pflanzen (Göttingen. 1807)
- 《植物生理和解剖原理基础补遗》Nachträge zu den Grundlehren etc. (Göttingen. 1809)
- 《以自然历史理论解释史前时代》Die Urwelt und das Altertum, erläutert durch die Naturkunde (Berlin 1820-1822, 2nd ed. 1834)
- 《从古代到现代》Das Altertum und der Übergang zur neuern Zeit (Berlin 1842)
- 《植物生理基础》Elementa philosophiae botanicae (Berlin 1824; 2nd ed., in Latin and German 1837);
- 《植物学家教学用植物解剖图示》Anatomisch-botanische Abbildungen zur Erläuterung der Grundlehren der Kräuterkunde (Berlin 1837-42)
- 《植物解剖图选》Ausgewählte anatomisch-botanische Abbildungen (Berlin 1839-42)
- 《柏林植物园中的蕨类植物》Filicum species in horto regio Berolinensi cultae (Berlin 1841)